# Batalla de San Victorino
La Batalla de San Victorino, también conocida como Batalla de Santafé de Bogotá o de Bogotá-San Victorino y Las Cruces, fue un enfrentamiento militar librado durante la guerra civil entre centralistas y federalista en enero de 1813.

## Antecedentes
Después de formar las juntas de gobierno, los criollos neogranadinos fueron incapaces de organizar un gobierno autónomo propio y reconocido en todo el territorio. Se formaron dos facciones en disputa por el poder. Los federalistas rechazaban las pretensiones monárquicas y autoritarias de Cundinamarca. Los centralistas la autoridad del Congreso de las Provincias Unidas. Entre 1811 y 1814 la polarización fue exacerbándose hasta estallar en un conflicto abierto. El Congreso federal de Tunja declaró la guerra al gobierno centralista de Santafé de Bogotá, el carismático líder del segundo bando, Antonio Nariño, movilizó un ejército y salió de su ciudad el 26 de noviembre de 1812. El 2 de diciembre fue vencido en Ventaquemada.
Originalmente, las fuerzas al mando de la junta centralista incluían un regimiento de milicias de infantería (18 compañías con 1615 tropas), un regimiento de milicias de caballería (4 escuadrones con 600 plazas), un batallón de infantería de guardias nacionales (400 granaderos y fusileros en 5 compañías), el batallón Auxiliar o Provincial (5 compañías de 428 fusileros y granaderos), el cuerpo veterano de artillería (2 compañías con 130 plazas) y el Real Cuerpo de Ingenieros.

## Batalla
Nariño se retiró a Bogotá y preparó su defensa. Los federalistas le siguieron y el 24 de diciembre ponían a la ciudad bajo sitio, extendiendo sus líneas entre Usaquén y Tunjuelo. La capital neogranadina tenía 20 000 a 50 000 habitantes. Nariño ofreció una rendición condicional, reconociendo al Congreso federal temporalmente mientras reunía una asamblea en Cundinamarca para renunciar ante ella, sin embargo, Antonio Baraya estaba seguro de poder tomar la ciudad y se negó.
Los federales se dividieron en dos brigadas. La primera tenía un batallón, once cañones y un número considerable de jinetes y lanceros a cargo de Ricaurte y se ubicaba en la punta del cerro Suba, con destacamentos en el viejo camino de Usaquén. La segunda tenía igual fuerza y acampaba en Fontibón, con destacamentos en puente de Bosa y en Chise, controlando el camino que sale cerca de la estación de Garzón. Nariño desplegó sus fuerzas en Puente Aranda, Bosa y Monserrate. Los asediadores impidieron el ingreso de víveres a la ciudad, en especial miel por ser materia prima de la chicha.
Los federalistas de Baraya se hicieron con el cerro Monserrate y Nariño respondió enviando al coronel de ingenieros francés Antonio Bailly con un ejército de 200 soldados a atacar Usaquén, y envió una falsa carta de Baraya a Atanasio Girardot, en ella le ordenaba permanecer en el cerro y no avanzar la ciudad por el este. Bailly tomó la posición y trajo numerosos prisioneros y un gran botín al campamento centralista en San Diego.
Seguro que Girardot no participaría de la batalla, Nariño concentró sus fuerzas en San Diego y San Victorino mientras el enemigo se reunía en Fontibón. El 9 de enero de 1813 los centralistas estaban atrincherados en las paredes de casas y solares con las armas al hombro desde las 04:00 horas. Los federalistas habían avanzado sobre Estanzuela, Huerta de Jaime y el puente de San Victorino. A las 05:30 se iniciaba el combate.
Los federalistas quedan a merced del fuego de artillería, con las piezas bien posicionadas y disparando sin parar sobre ellos. Entraban por el punto más fuerte de los centralistas, sin coordinación ni distracciones de otras unidades, por calles con artillería en las bocacalles, poco horizonte para el tiro de fusil y obstáculos para su caballería. Los 330 defensores combaten por dos horas.
La lucha se centra en San Victorino, donde dos ataques federalistas son rechazados. En la última derrota, los atacantes quedan totalmente desorganizados y los defensores aprovechan para lanzarse sobre ellos, capturar su artillería y hacer numerosos prisioneros. Estos fueron bien tratados por Nariño.
Nariño supo ganarse a sus tropas gracias a su carisma y buen trato (al contrario de Baraya con las propias), y el apoyo de los agustinos, quienes nombraron a Jesús Nazareno comandante del ejército centralista. Esto fue decisivo para su victoria. Se repartieron divisas con el nombre IHS entre los soldados y sacaron una imagen de san Agustín de Hipona con la escarapela del gobierno. Nariño llevó a sus dos hijas con divisas al campamento de San Diego y una de ellas aplicó botafuego al cañón para demostrar denuedo.

## Consecuencias
Las fuerzas federales acaban destrozadas tras la derrota. Son capturados 24 oficiales, más de 1000 soldados, 27 cañones, 300 fusiles, una bandera, una multitud de lanzas, 58 granadas reales, 30 cajones de metralla de obús, 6000 cartuchos de fusil, 800 balas rasas de pedrero, 8 arrobas de balas sueltas de fusil, 11 cajones de cartuchos de obús, 6000 piedras de chispa, 13 arrobas y 17 libras de balas de metralla y demás pérdidas. Entre los prisioneros estaban el joven capitán Francisco de Paula Santander, el coronel Rafael Urdaneta y a Juan Nepomuceno Niño, gobernador de Boyacá. Nariño demostró saber movilizar a los habitantes de la ciudad, cuyo apoyo siempre tuvo, e incluso sus hijas estuvieron en la línea de combate animando a los artilleros.
Después de esta guerra civil, la ineficaz administración de los revolucionarios había reducido sus fuerzas regulares a 300 hombres en Popayán, 500 en Tunja, 300 en Pamplona, 1000 en Cartagena y 1000 en Cundinamarca, con malas armas, tácticas anticuadas, escasas municiones, dispersas, desorganizadas y con las heridas del conflicto interno muy presentes.
La batalla marco la victoria de Nariño sobre las provincias, quien pudo realizar su expedición contra los realistas de San Juan de Pasto. Esta acabaría en su derrota y captura el 9 de junio de 1814. Meses después, los federalistas aprovecharon y pidiendo ayuda a Simón Bolívar atacaron Bogotá.